# Mira de Aire
Mira de Aire ist eine Kleinstadt (Vila) und eine Gemeinde (Freguesia) im portugiesischen Kreis von Porto de Mós mit 3482 Einwohnern (Stand 19. April 2021).

## Kultur und Sehenswürdigkeiten
Interessant ist der Naturpark Serra de Aire e Candeeiros, in dessen Gebiet die Gemeinde zum Teil liegt. Das Gebiet um Mira de Aire ist bekannt für seine Höhlenwanderungen durch die größte bisher entdeckte Höhlenformation Portugals, die Gruta dos Moinhos Velhos, besser als Grutas Mira Daire bekannt.
Auch die barocke, ursprünglich im 15. Jahrhundert errichtete Gemeindekirche Igreja Paroquial de Mira de Aire (auch Igreja de Nossa Senhora do Amparo oder auch Igreja Velha) steht unter Denkmalschutz.